# Ana Juan

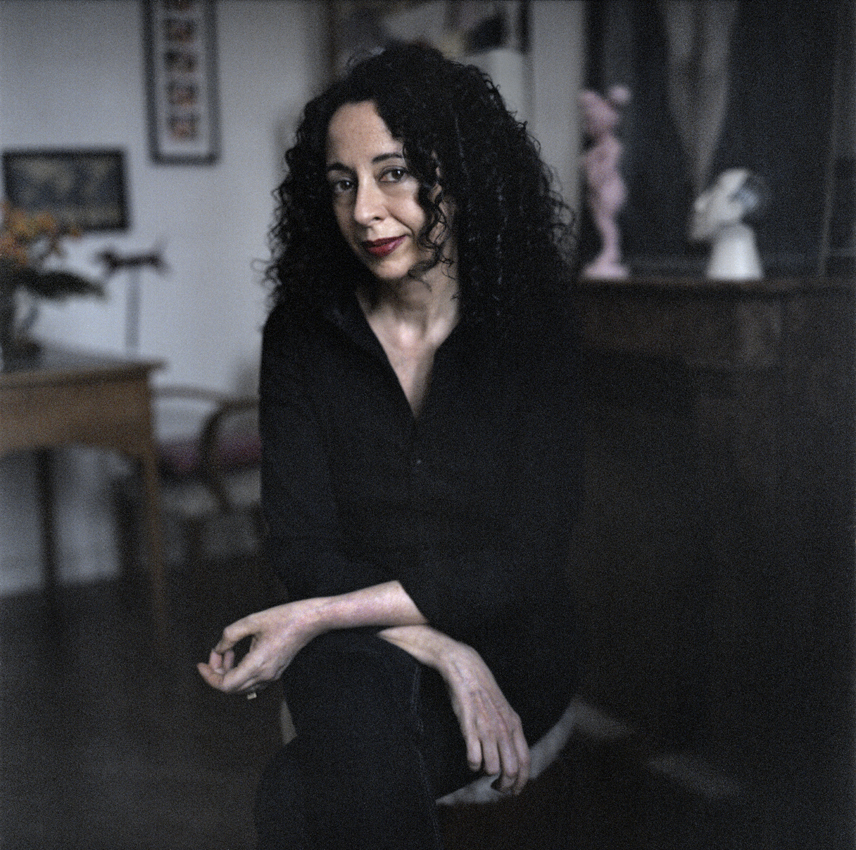
Retrato - Ana Juan

Ana Juan (nascida em 1961 em Valência, Espanha) é uma artista, ilustradora e pintora espanhola.

## Vida e carreira
Depois de se formar em artes plásticas pela Universidad Politécnica de Valência (1982), mudou-se para Madrid e no início dos anos 80 colaborou com revistas como La Luna e Madriz (onde "durante os primeiros sete meses da vida da revista, [ela] era a única artista feminina regular" e para a qual "ela escreveu dezessete livros de banda desenhada" e ilustrou muitos roteiros para outros artistas).
Em 1991 mudou-se temporariamente para Paris e expôs em Genebra e Nova York. Em 1994 recebeu uma bolsa da editora japonesa Kodansha e morou no Japão por três meses.
De volta a Madrid em 1995, começou a contribuir para a The New Yorker, para a qual desenhou mais de 20 capas ao longo dos anos, entre as quais "Solidarité", após o tiroteio de Charlie Hébdo em Paris.
Em 1998 e 1999 recebeu a Medalha de Ouro (categoria: Ilustração) pela Sociedade de Design de Jornais e a 24 de setembro de 2010 recebeu o Prémio Nacional de Ilustração do Ministério da Cultura de Espanha.